# Ronald Ketjijere
Ronald Himeekua Stigga Ketjijere (Okakarara, 12 de dezembro de 1987) é um futebolista namibiano que atua como volante. Atualmente joga pelo African Stars.

## Carreira
Iniciou sua carreira no UNAM, clube das divisões inferiores do Campeonato Namibiano. Jogou entre 2007 e 2009, e seu desempenho chamou a atenção do African Stars, um dos principais clubes do país. Foi campeão nacional em 2009–10 e ainda conquistou a Copa da Namíbia em 2010.
Ketjijere passou também pelo futebol sul-africano, defendendo o University of Pretoria entre 2012 e 2016, participando em 94 jogos, regressando ao African Stars depois que seu contrato com os Tuks terminou (conquistaria o bicampeonato nacional em 2017–18 e conquistaria novamente a Copa em 2018). Durante sua passagem pelo University of Pretoria, o meio-campista formou-se em Direito, e desde então alterna-se entre as partidas com seu atual clube e a profissão de advogado.

## Seleção Namibiana
Pela Seleção Namibiana, Ketjijere disputou 64 jogos oficiais e balançou as redes adversárias 2 vezes, ambas pela Copa COSAFA de 2017. Atualmente é o capitão dos Brave Warriors, e anunciou sua despedida da equipe após a Copa Africana de Nações de 2019 - ironicamente, a sua primeira pela Seleção (não foi convocado em 2008).

## Títulos
African Stars
- Campeonato Namibiano: 2 (2009–10, 2017–18)
- Copa da Namíbia: 2 (2010, 2018)